# Jean Albert Gaudry
Jean Albert Gaudry (Saint-Germain-en-Laye, 16 de setembre de 1827 - †27 de novembre de 1908) fou un geòleg i paleontòleg francès. Estudià geografia i paleontologia a l'escola Stanislas. Als 25 anys, viatjà a diversos llocs per a explorar i ampliar els seus coneixements sobre aquestes dues matèries. Destaquen els seus viatges a Grècia i l'illa de Xipre. Es dedicà a estudiar fòssils d'animals vertebrats, i en concret, de mamífers.
A Xipre publicà un informe de tot el que havia descobert sobre la geografia i la paleontologia de l'illa.
En 1882 fou escollit per a l'Acadèmia de Ciències i en 1890 presidí el vuitè Congrés de Geologia, a París. Rebé la medalla Wollaston de la Societat Geològica de Londres en 1884.
Morí el 27 de novembre de 1908, a París.

## Publicacione
- Animaux fossiles et géologie de l'Attique (2 vols., 1862-1867)
- Cours de paléontologie (1873)
- Animaux fossiles de Mont Leboron (1873)
- Les Enchainements du monde animal dans les termes géologiques (Mammifères Tertiaires, 1878; *Fossiles primaires, 1883; Fossiles secondaires, 1890)
- Essai de paléontologie philosophique (1896)